# Alonso de Mercadillo
Alonso de Mercadillo y Villena fou un capità i explorador espanyol nascut a Loja, Andalusia. Va fundar Loja, Zaruma i Zamora tres ciutats equatorianes. El seu pares van ser Luis Mercadillo i Leonor Villena. Mercadillo va arribar al continent americà el 1535, a la zona que actualment és Veneçuela. Pedro de la Gasca va ordenar al capità Alonso de Mercadillo que fundés ciutats al sud del que va ser la Reial Audiència de Quito. El 8 de desembre de 1548 va fundar Loja i seguint el costum dels conqueridors li donà el mateix nom que el de la seva ciutat natal. Acompanyat d'Hernando de Benavente, (i essent aquest darrer oriünd de Zamora) fundà a l'Amèrica equatorial d'altres ciutats com Zamora i Zaruma. Mercadillo morí a Loja l'any 1560.